# Guides de voyage Ulysse
Les Guides de voyage Ulysse est une maison d'édition du Québec. 
Il s'agit d'une compagnie spécialisée dans les guides de voyage. Elle est active dans la vente au détail, dans la distribution et dans l'édition. La compagnie possède une librairie située à Montréal, elle distribue au Canada, aux États-Unis en plus d'éditer ses propres guides.

## Historique
Connue d'abord sous le nom de "Librairie Ulysse" l'entreprise démarra ses activités, en 1980, avec la vente au détail. Elle se lança alors dans la distribution à plus grande échelle pour finalement commencer à publier certains titres en 1990 avec la première édition d'un guide Ulysse sur le Costa Rica.

## Quelques faits concernant l'entreprise
- La maison d'édition est située à Montréal en haut de sa librairie, sur la rue Saint-Denis.

- Ses publications sur les destinations américaines connaissent beaucoup de succès.

- Les publications sont divisées en plusieurs collections: Guides de Voyage, Espaces verts (axés sur le plein air), Guides de conversation, Comprendre (axés sur les us et coutumes), Fabuleux (un croisement entre un guide et un livre illustré).

- Contrairement à une croyance répandue, la librairie ne vend pas que des produits publiés par Ulysse et offre les guides des maisons d'éditions compétitrices.

- Ulysse publie certains de ses titres en anglais sous la marque Ulysses Travel Guides.

- La plupart des guides Ulysse sont maintenant vendus en format numérique (PDF et ePub); les chapitres numériques de plusieurs guides peuvent être achetés séparément.

## Quelques publications
- Le Québec
- Montréal
- Le Québec Cyclable
- Randonnée pédestre au Québec
- Canada
- Nouvelle-Angleterre
- Boston
- San Francisco
- Cuba
- Costa Rica
- Cancun et la Riviera Maya
- Nicaragua